# Кировское (Восточно-Казахстанская область)
Кировское (каз. Кировское) — упразднённое село в Зыряновском районе Восточно-Казахстанской области Казахстана. Входило в состав Северного сельского округа. Ликвидировано в 2007 г.

## Население
По данным переписи 1999 года в селе проживало 67 человек (32 мужчины и 35 женщин).